# Förföljelser av hedningar i Romarriket

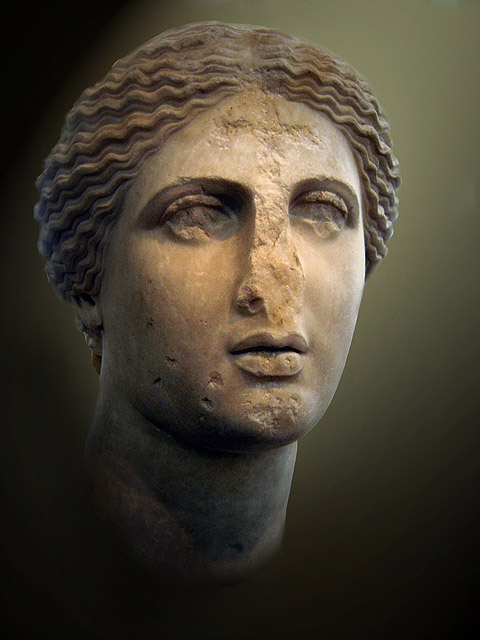
Huvud av en staty av kärleksgudinnan Aphrodite. Hennes näsa och framsidan av ansiktet har krossats, hennes ögon har förblindats och ett kristet kors har ristats in på hennes panna. Denna typ av religiös vandalism och rituell vanhelgelse utfördes ofta av kristna under förföljelserna mot hedningarna.

Förföljelser av hedningar i romarriket pågick periodvis från det att förföljelser mot de kristna i romarriket hade avslutats av den kristne kejsaren Konstantin den store genom ediktet i Milano 313 och fram till romarrikets fall 476, och även efter detta i det östromerska riket. Förföljelserna var en konsekvens av den kristna trons anspråk på monoteism och religiöst monopol. Införandet av kristendomen som statsreligion i romarriket under 300‐talet uteslöt en tolerans av andra religioners existens, då kristendomens teologi förde fram kristendomen som den enda rätta tron. 

## Historia
Förföljelserna påbörjades av kejsar Konstantin den store sedan han konverterat till kristendomen. Han gav då order om förstörandet av vissa icke kristna helgedomar. Diskriminering inleddes mot icke kristna medborgare, och konvertering till kristendomen uppmuntrades. Under Constantius II infördes ett flertal lagar som tvingade alla hedniska tempel att stänga, införde dödsstraff för hedniska riter och avlägsnade 357 segergudinnan Victorias altare från den romerska senaten. Från hans regeringstid inleddes en period då kristna medborgare började vandalisera hedniska tempel, gravar och andra monument.
Ett uppehåll av förföljelserna inträdde perioden 361–375, då hedendomen återigen tolererades. Förföljelserna avbröts helt under Julianus Apostata. Victorias altare återbördades nu till den romerska senaten. Kejsar Gratianus kom dock under inflytande av den kristne biskop Ambrosius av Milano, som övertalade honom att återinföra förföljelserna mot hedniska religionsutövare. År 382 avlägsnades Victorias altare en andra gång från senaten. 
Med kejsar Theodosius I inleddes ett slutgiltig avskaffande av religionsfriheten i romarriket, då han efter ediktet i Thessaloniki införde dödsstraff för hedniska riter så som djuroffer och spådom, förstörde tempel och, i de Theodosiska dekreten (389–391), förbjöd besök i hedniska tempel, medlemskap i hedniska föreningar, prästerskap, sällskap, helger och högtider, romersk spådomskonst, alla former av offentliga hedniska ceremonier och vad han kallade ”häxeri”; släckte elden i Vestas tempel och avskaffade vestalernas ämbeten, avslutade troligen de olympiska spelen och direkt eller indirekt stödde de kristnas förstörande av hedniska tempel, heliga platser, statyer och andra heliga objekt i romarriket. Ett berömt exempel var förstörelsen av Serapeion i Alexandria. Dessa förföljelser ägde rum trots hedningars vädjan om tolerans, religionsfrihet och förslag om fredlig samexistens.
År 395 delades Romarriket i Västrom och Östrom (Bysans), och Förföljelser av hedningar i Bysantinska riket förekom sedan till in på 500‐talet.